# Iglesia de San Enrique (Purén)
La Iglesia de San Enrique es un templo de culto católico chileno ubicado en la comuna de Purén, en la provincia de Malleco, Región de La Araucanía, al sur del país, frente a la plaza de Armas de la ciudad. Fundada en 1907 e inaugurada en 1908, es la iglesia principal del catolicismo en la comuna, siendo administrada por la Diócesis de Temuco a través del «Decanato de Angol». Su advocación se debe a San Enrique, quien fuera emperador del Sacro Imperio Romano Germánico.

## Historia
La parroquia fue fundada mediante un decreto eclesiástico del Obispado de Concepción el 20 de julio de 1907, el cual donó el terreno y ordenaba la construcción de un templo religioso para la recién creada comuna de Purén por el Consejo de Estado de Chile, como una escisión de la parroquia de Traiguén, a la que debían acudir los feligreses que habitaban en Purén. Para tales funciones, fue nombrado como primer párroco el 18 de julio del año siguiente, al sacerdote francés Claudio Moreau (conocido así por su nombre castellanizado). En aquella época, la parroquia estaba bajo administración de la Diócesis de la Santísima Concepción (actual Arquidiócesis de la Santísima Concepción), hasta 1925, año en que fue fundada la Diócesis de Temuco. Para la edificación de la iglesia, contó con el financiamiento de los colonos y descendientes de colonos europeos avecindados en la comuna, especialmente de la comunidad francesa local y de los colonos suizos provenientes de Romandía, los cuales profesaban el catolicismo, a diferencia de la mayoría protestante de los provenientes de la Suiza alemana. Para dicha misión, ellos habían creado con anterioridad en 1906, una comisión organizadora presidida por el laico Don Luis Boisier, con el propósito de recaudar los fondos y donaciones traídas tanto de otras partes de Chile como de Europa.
A partir de 1910, comenzaron los trabajos para la edificación de la casa parroquial, ubicada al costado sur.

## Componentes
La iglesia, construida en madera, cuenta como elemento principal en su fachada una torre campanario por sobre la entrada al templo, la cual es sostenida por dos columnas paralelas frente al acceso principal al templo y posee una figura de un gallo galo en la punta. En su interior, cuenta con una única nave principal de forma cóncava, sostenida entre dos filas de columnas que forman dos arcadas paralelas hasta el altar. A un costado del templo, se ubica un patio que conecta la parroquia con la Casa Parroquial, donde se emplaza una réplica de la Gruta de Lourdes techada, además de ser el lugar donde se coloca anualmente el pesebre navideño.

## Galería

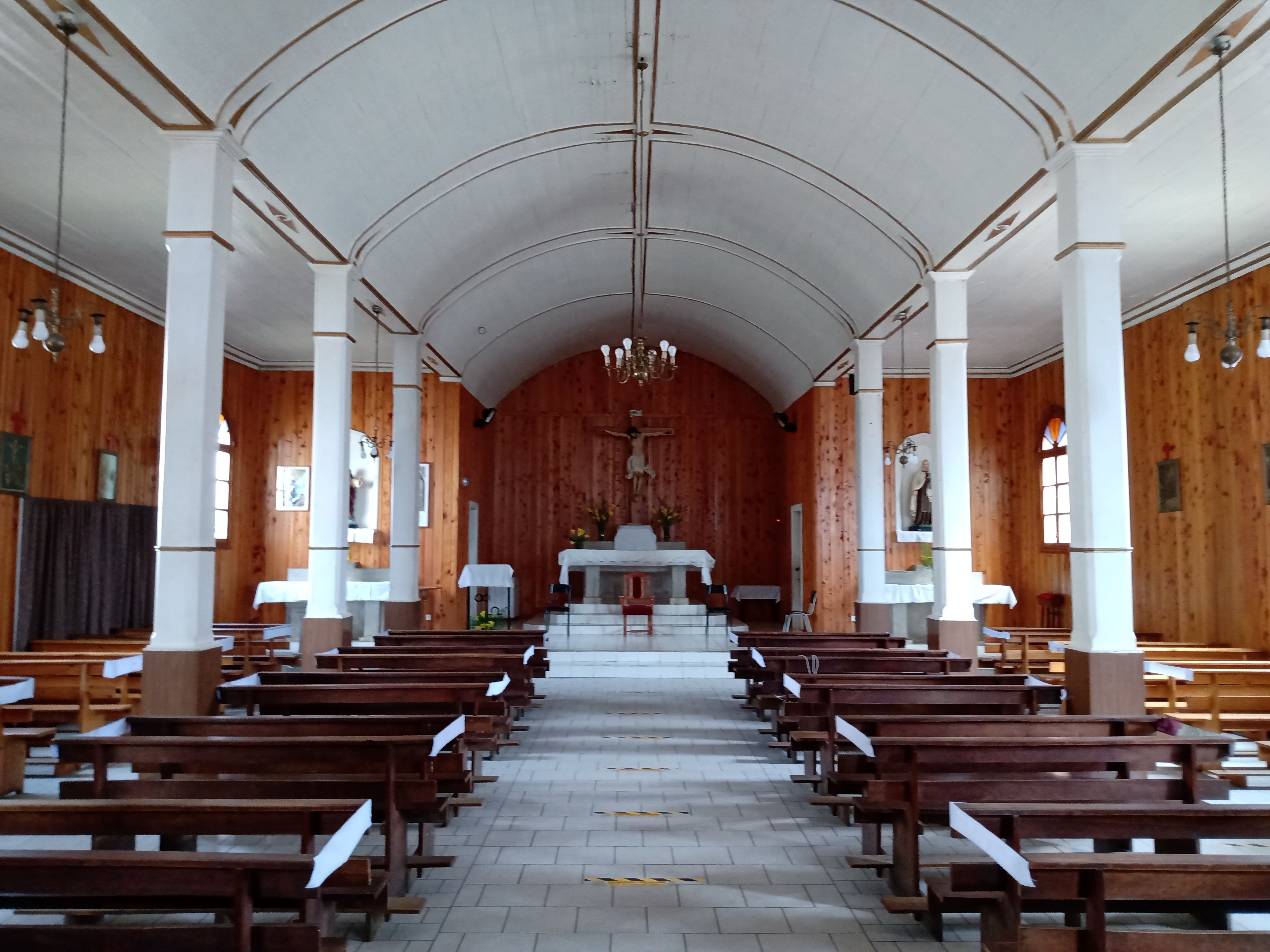
Nave central de la parroquia
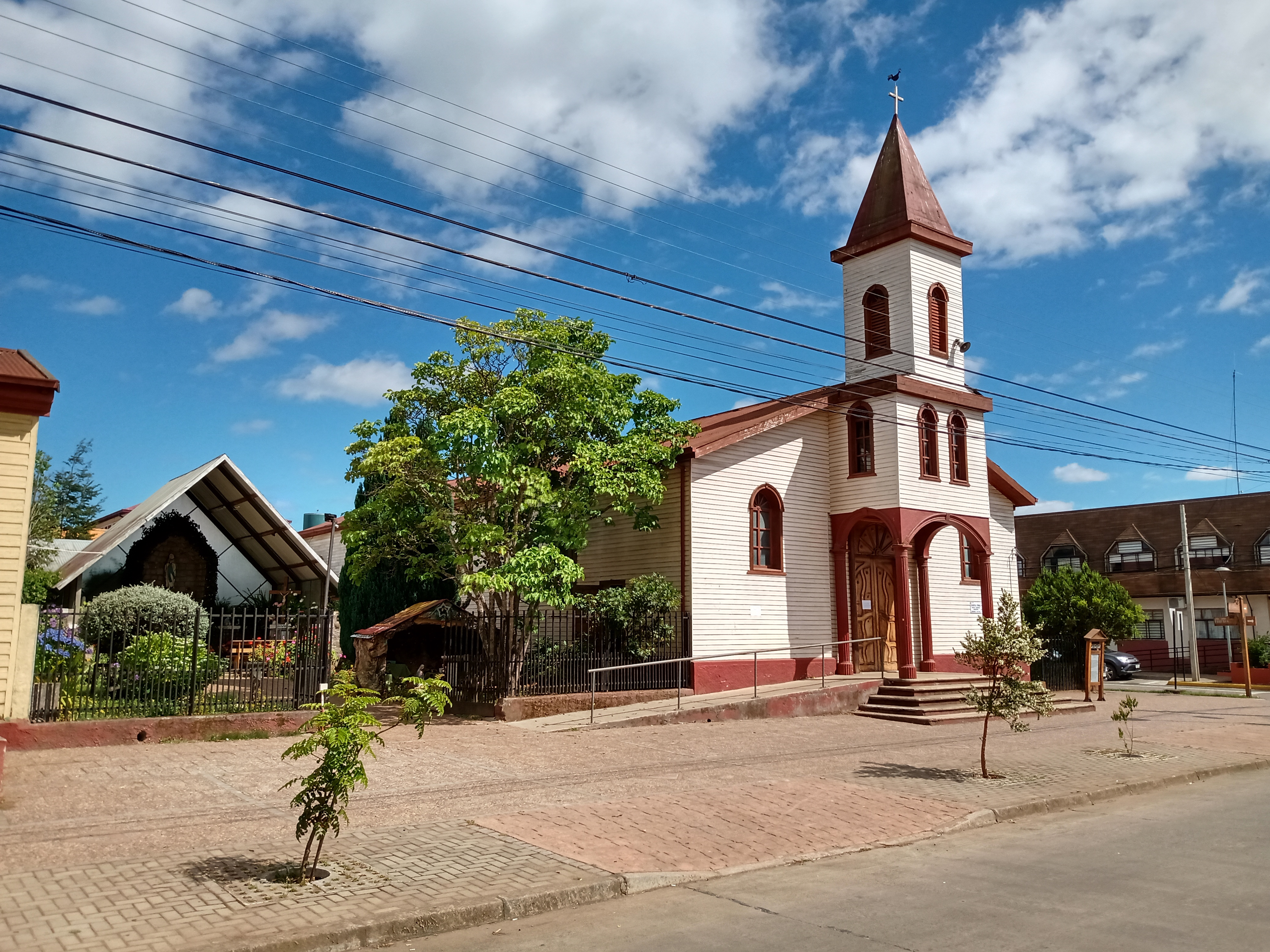
Frontis de la parroquia con su jardín lateral con la gruta de Lourdes
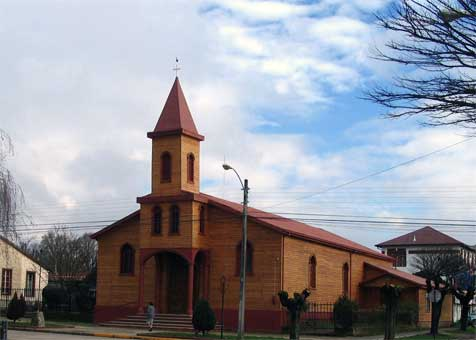
Fachada de la parroquia en 2008